# Viktor Stepanovich Chernomyrdin
Viktor Stepanovich Chernomyrdin (tiếng Nga: Ви́ктор Степа́нович Черномы́рдин, IPA: [ˈvʲiktər sʲtʲɪˈpanəvʲɪtɕ tɕɪrnɐˈmɨrdʲɪn] ; phát âm tiếng Việt như là Chéc-x-nô-mây-đin hoặc Chéc-x-nô-mưi-đin, sinh ngày 09 tháng 4 năm 1938 – 3 tháng 11 năm 2010) là một chính trị gia Nga. Chernomyrdin là Thủ tướng Nga từ năm 1992 tới năm 1998. Từ năm 2001 tới năm 2009, ông là đại sứ Nga tại Ukraina. Sau đó, ông được chỉ định làm cố vấn của tổng thống.

## Tuổi trẻ và giáo dục
Cha của Chernomyrdin là một người lao động. Viktor là một trong năm người con. Chernomyrdin hoàn thành giáo dục sơ cấp năm 1957 và làm việc như một thợ cơ khí tại một nhà máy lọc dầu ở Orsk. Ông làm việc tại đó cho tới năm 1962, ngoại trừ hai năm thực hiện nghĩa vụ quân sự từ 1957 tới 1960. Các công việc khác của ông tại nhà máy trong giai đoạn này gồm thợ cơ khí, điều hành và lãnh đạo lắp đặt kỹ thuật.
Ông được kết nạp vào Đảng Cộng sản Liên Xô năm 1961.
Năm 1962, ông được nhận vào Viện Công nghiệp Kuybyshev (sau này được đổi tên thành Viện Bách khoa Samara). Trong kỳ thi đầu vào ông làm bài rất kém. Ông trượt môn toán và phải thực hiện lại kỳ thi, đạt điểm C. Ông chỉ được một điểm B ở môn tiếng Nga và các điểm C ở mọi môn còn lại. Ông chỉ được nhận bởi có quá ít đối thủ cạnh tranh. Năm 1966 ông tốt nghiệp Viện này. Năm 1972 ông hoàn thành các bằng cao hơn tại Khoa Kinh tế Viện Bách khoa toàn Liên bang qua lớp hàm thụ.

## Sự nghiệp
Giai đoạn 1967–1973 ông làm việc cho Đảng Cộng sản Liên xô tại Orsk.
Giai đoạn 1973–1978 ông làm giám đốc nhà máy lọc khí tự nhiên tại Orenburg.
Giai đoạn 1978–1982 ông làm việc trong lĩnh vực công nghiệp vũ khí của BCH TƯ Đảng Cộng sản Liên Xô.
Năm 1982, ông được chỉ định làm Thứ trưởng công nghiệp khí tự nhiên của Liên xô. Đồng thời, từ năm 1983, ông lãnh đạo Glavtyumengazprom, một hiệp hội công nghiệp phát triển các nguồn khí tự nhiên tại Tyumen Oblast. Giai đoạn 1985–1989 ông làm bộ trưởng các ngành công nghiệp khí tự nhiên.
Năm 1989, Khi Bộ Dầu mỏ và Khí đốt được chuyển thành công ty nhà nước Gazprom, Chernomyrdin được bổ nhiệm làm chủ tịch.
Tháng 5 năm 1992, Boris Yeltsin chỉ định Chernomyrdin làm phó thủ tướng chịu trách nhiệm về nhiên liệu và năng lượng.
Ngày 14 tháng 12 năm 1992, Chernomyrdin được Đại hội VII các Đại biểu Nhân dân Nga thông qua làm Chủ tịch Chính phủ Liên bang Nga.
Tháng 4 năm 1995, ông thành lập một khối chính trị gọi là Ngôi nhà của chúng ta nước Nga, có mục đích trở thành lực lượng chính trong nghị viện, nhưng không thành công, chỉ đạt được 10% số phiếu.
Ngày 18 tháng 6 năm 1995, sau khi những kẻ khủng bố do Shamil Basayev chỉ huy bắt 1500 người làm con tin tại Budyonnovsk, những cuộc đàm phán giữa Chernomyrdin và Basayev dẫn tới thoả thuận bắt đầu một sự chuyển hướng của cuộc Chiến tranh Chechenya lần thứ Nhất. Để đổi lấy các con tin, chính phủ Nga đồng ý ngừng các hoạt động quân sự tại Chechnya và bắt đầu một loạt các cuộc đàm phán .

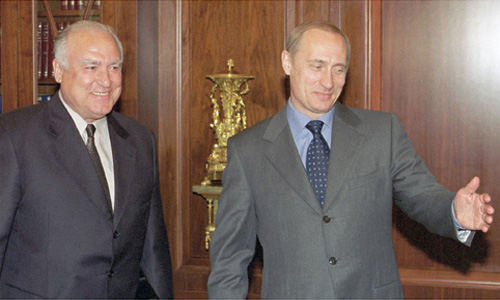
Chernomyrdin với Vladimir Putin tháng 6 năm 2001 sau khi được chỉ định làm Đại sứ Nga tại Ukraina.

Ông là Tổng thống tạm quyền Liên bang Nga trong 23 giờ ngày 6 tháng 11 năm 1996, khi Boris Yeltsin trải qua một cuộc phẫu thuật tim.
Chernomyrdin tiếp tục làm thủ tướng cho tới khi bị miễn chức tháng 3 năm 1998. Sau cuộc khủng hoảng tài chính Nga năm 1998 vào tháng 8, Yeltsin tái chỉ định Chernomyrdin làm thủ tướng, nhưng Duma từ chối thông qua.
Tháng 12 năm 1999 ông trúng cử làm đại biểu Duma.
Tháng 5 năm 2001, Vladimir Putin chỉ định Chernomyrdin làm Đại sứ Nga tại Ukraina. Hành động này được một số cơ quan truyền thông Nga diễn giải như một hành động nhằm tách Chernomyrdin khỏi trung tâm chính trị Nga. Năm 2003, ông bác bỏ cuộc thảo luận về một lời xin lỗi cho Nạn đói Holodomor.
Tháng 2 năm 2009 Chernomyrdin một lần nữa làm căng thẳng quan hệ giữa Nga và Ukraina khi trong một cuộc phỏng vấn ông nói "Không thể có một thoả thuận về bất cứ điều gì với giới lãnh đạo Ukraina. Nếu có một người khác thay thế, chúng tôi sẽ xem xét". Bộ ngoại giao Ukraina trả lời rằng họ có thể tuyên bố Chernomyrdin là "người không được hoan nghênh về mặt ngoại giao" trong cuộc tranh cãi.
Ngày 11 tháng 6 năm 2009, Tổng thống Nga Dmitry Medvedev cho Chernomyrdin ngừng chức Đại sứ Nga tại Kiev, và chỉ định ông làm "cố vấn tổng thống và đại diện đặc biệt của tổng thống về hợp tác kinh tế với các nước thành viên Cộng đồng các quốc gia độc lập". Trong buổi chia tay tại chính phủ Ukraina, Chernomyrdin đã nói rằng Nga không cần phải xin lỗi Ukraina về việc lên tiếng lo ngại việc Ukraina không có khả năng chi trả cho số khí tự nhiên họ mua, và nói thêm nữa rằng Nga muốn Ukraina thanh toán chi trả cho số khí họ đã sử dụng, và vì thế Nga đúng khi lo ngại về khả năng thanh toán của nhà nước Ukraina.

## Nhữngthành ngữcủa Chernomyrdin
Tại các nước nói tiếng Nga, Chernomyrdin nổi tiếng về nói nhịu và cú pháp sai trong những lần phát biểu.
Một trong những câu nói của ông "Chúng ta đã muốn điều tốt nhất, nhưng hoá là lại như mọi khi" về các cuộc cải cách kinh tế tại Nga đã trở thành thành ngữ phổ thông (Хотели как лучше, а получилось как всегда in Tiếng Nga). Câu này được phát biểu sau một chính sách đổi tiền rất không thành công của Ngân hàng Trung ương Nga tháng 7 năm 1993.